# Klimowo (Czuwaszja)
Klimowo (ros. Климово) – wieś (sieło) w Rosji, w Czuwaszji, w rejonie ibriesińskim. W 2010 liczyła 1015 mieszkańców.